# Włodzimierz Gogołek
Włodzimierz Witold Gogołek (ur. 1949) – polski informatyk, pedagog, absolwent cybernetyki WAT, profesor zwyczajny na Uniwersytecie Warszawskim.

## Życiorys
W 1972 ukończył informatykę (wówczas – „maszyny cyfrowe”) na Wydziale Cybernetyki Wojskowej Akademii Technicznej. W 1976 doktoryzował się, w 1987 habilitował, zaś w 2011 uzyskał tytuł profesora. Do 1989 pracował jako informatyk i wykładowca w uczelniach MON. Zajmował się m.in. komputerowym wspomaganiem nauczania, konstrukcją urządzeń pośredniczących pomiędzy człowiekiem i maszyną (sprzężeniem kamery TV z komputerem) i cyfrową obróbką dźwięku. Następnie w Instytucie Badań Problemów Młodzieży organizował i kierował komputerowym ośrodkiem obliczeń statystycznych dla potrzeb badań społecznych.
Od 1991 do 2004 wykładowca Politechniki Radomskiej, gdzie kierował Katedrą Informatyki, zaś od 1997 do 2006 w Wyższej Szkole Ubezpieczeń i Bankowości, gdzie kierował Katedrą Zastosowań Informatycznych (1999–2001). W 2004 został profesorem Uniwersytetu Warszawskiego, kierownikiem Katedry Technologii Informacyjnych Mediów.
Od 1990 do 1995 prowadził pierwszą w Polsce, firmę brokera informacji (Centrum Wyszukiwania Informacji Profesjonalnej) pozyskiwanych z zasobów on-line. Od 1994 do 1996 redaktor naczelny i prezes Polskiej Agencji Prasowej projektując i kierując wdrożeniem systemów komputerowych edycji, gromadzenia i dystrybucji multimedialnych zasobów informacyjnych oraz internetu. Od 1998 członek Zarządu TP S.A. odpowiedzialny za wdrażanie systemów teleinformatycznych, w tym powszechnego dostępu do internetu w Polsce.
Wypromował dziewięcioro doktorów, m.in. Marię Raczyńską.